# Dancing to the Devil's Beat
Dancing to the Devil’s Beat is een studioalbum van Strawbs uitgebracht in 2009 op het eigen platenlabel Witchwood Media. Het album werd voorgefinancierd door de fans van de muziekgroep. Zij werden bedankt in het dankwoord; men had het benodigde geld vrij snel bij elkaar, want de intekening werd op een gegeven moment gestopt. Mensen die het album bestelden voor de uitgeefdatum kregen de dvd Acoustic Strawbs Live at Hampton Court Palace gratis meegeleverd.

## Musici
De samenstelling van de band voert terug naar de succesjaren (relatief) van de band in het begin van de jaren 70; John Hawken zag het toeren niet meer zitten en stond zijn plek af een ”jonkie” Oliver Wakeman, wiens vader Rick ooit deel uitmaakte van de band.
- Dave Cousins – zang, gitaar, banjo
- Dave Lambert – zang, gitaar
- Chas Cronk – zang, basgitaar, toetsinstrumenten
- Oliver Wakeman – toetsinstrumenten waaronder Hammondorgel, orkestratie
- Rod Coombes – slagwerk

gastmusici:
- Ian Cutler – viool
- Vince Martyn – harmonica
- Stephen Misson, Keith Deary – cornet
- koor van St. Christopher-at-Cliffe

## Composities
1. Revenge (can be so sweet) (Cousins, Cronk)
2. Beneath the angry sky (Cousins, Cronk, Lambert)
3. Copenhagen (Cousins, Cronk)
4. Pro patria suite
  1. Back along (we were young) (Cousins)
  2. All for each other (Cousins)
  3. Home is where the heart ever was (Cousins, Wakeman)
5. Where silent shadows fall (Cousins)
6. The man who would never leave Grimsby (Lambert)
7. The ballad of Jay and Rose Mary (Cousins)
8. Dancing to the devil’s beat (Cousins)
9. Oh, How she changed (Cousins, Tony Hooper)

Delen van het album zijn nostalgisch te noemen; Kopenhagen was de stad waar het allemaal begon voor de band; Oh, How she changed is een nummer uit de begintijd van de band. Wellicht dat daarom foto’s van de bandleden zijn meegeleverd, foto’s van nu en circa 30 jaar geleden, waarbij Wakeman nog in de luiers hangt.